# Platystethus capito
Platystethus capito är en skalbaggsart som beskrevs av Oswald Heer 1839. Platystethus capito ingår i släktet Platystethus, och familjen kortvingar. Arten har ej påträffats i Sverige.